# Intel 8008
Intel 8008 един от първите микропроцесори. Разработен е от фирмата Intel и е пуснат на пазара през април 1972 година. Кодовото му название е 1201. Чипът е поръчан от Computer Terminal Corporation (CTC) за да въведе набор от иструкции за техния програмируем терминал Datapoint 2200. Разработката на чипа се забавя и той не успява да отговори на изискванията за производителност на CTC. Поради тази причина терминалът Datapoint 2200 в крайна сметка използва процесор разработен от CTC, базиран на Транзисторно-транзисторна логика (TTL). Intel постигат споразумение да продават чипа на пазара.